# Aqua (interface)

Aqua é uma interface gráfica que usa o Quartz como compositor.

Aqua é o ambiente gráfico e tema principal do sistema operacional Mac OS X, da Apple Inc..
Aqua, como o nome já diz, baseia-se no conceito da água, com elementos semelhantes a gotas e efeitos de translucência com o azul e o grafite como opções básicas de cor.
A interface gráfica aqua é exclusiva da Apple e não pode ser usado em outro sistema operacional, embora diversas aplicações tentem reproduzir as características visuais desta interface.

## Sistema de integração e padronização
Há uma série de características que o Mac OS X são padronizados em todo o sistema operacional para tornar o sistema mais acessível, de modo que o usuário não tenha que aprender várias maneiras de fazer a mesma coisa. Incluído entre estas características são:
- Menu Serviços - encontrada no menu da aplicação da maioria das aplicações, o que dá ao usuário o acesso a recursos de outras aplicações
- Paletas - Muitos paletas são repetidas em todo o sistema, incluindo:
  - Cor - O seleccionador colorida Mac OS X inclui várias maneiras de escolher cores, incluindo uma cor roda, cursores, um lápis de cera cera de vista, e de uma "lupa" para escolher uma cor em qualquer lugar na tela
  - Fontes - O Mac OS X font picker dá ao usuário o acesso a funcionalidades avançadas tipografia como ligaduras e sombras em qualquer programa que permite a formatação do texto,
  - Character Palette - Encontrado como "Caracteres Especiais", no menu Editar a maioria das aplicações, permite ao usuário inserir caracteres forem incapazes de se inserir com o teclado
- Abrir, Salvar e Imprimir janelas - Norma de muitas aplicações, e normalmente usam uma folha de vista.